# Јован Гец (ветеринар)
Јован Гец (Ковин, 3. децембар 1816 — Шабац, 1876) био је један од првих ветеринара на подручју Србије који се бавио искључиво ветеринарском професијом.

## Биографија
Пореклом је из Ковина, рођен је 3. децембра 1816. године. Пре доласка у Србију живео је са породицом у банатском селу Старчеву, бавећи се лечењем домаћих животиња. У војску Кнежевине Србије примљен је 1859. год. као њен једини марвени лекар. Био је дугогодишњи професор хипологије у Артиљеријској школи у Београду. Умро је 1876. године, а сахрањен је у Шапцу. Своју прву ветеринарску књигу на српском језику је објавио 1862. године под називом „Хипологија“.
У свом раду „Хипологија“ Гец се посветио детаљном описивању узгоја и неговања коња као и значајнијих болести у том периоду. Први део књиге посветио је разним болестима које је детаљно описивао и проучавао, док је други део књиге богат илустрацијама болесних животиња. „Хипологија“ је била прва књига из те области на српском језику и уједно његова највећа заслуга. Свој велики значај је такође пронашла и у подучавању млађих ветеринарских кадрова који су се школовали. Књига има неколико стотина страница и штампана је у малом џепном формату, старим правописом.